# 谷口清太郎
谷口 清太郎（たにぐち せいたろう、1922年12月16日 - 2011年10月17日）は、日本の実業家。名古屋鉄道社長・会長。名古屋商工会議所会頭。位階は従三位。

## 略歴
- 中国・青島出身[1]。青島日本人学校を卒業。
- 1944年（昭和19年）に、北京大学農学部を卒業[2]。
- 1946年（昭和21年）1月 名古屋鉄道株式会社に入社[3]。

1988年（昭和63年）6月から名古屋鉄道 取締役社長を務め、1994年（平成6年）6月には、取締役会長に就任した。
1999年（平成11年）6月、取締役相談役となり、2011年（平成23年）6月、名古屋鉄道 相談役を退職した。
- 1993年（平成5年）12月から2000年（平成12年）3月まで名古屋商工会議所会頭を務め、愛知万博の誘致や中部国際空港の開港に向けての取りまとめを行った[4]。
- 1999年、日本棋院から大倉喜七郎賞を受賞（日本棋院中部総本部長をつとめた）
- 2001年春の叙勲にて、勲一等瑞宝章叙勲。
- 2011年10月17日 - 肺炎のため名古屋市の病院で死去。88歳没[1]。同日付で、従三位に叙位[5][6]。